# Posvátno (kniha)
Posvátno: Iracionalita v ideji božství a její poměr k racionalitě (Das Heilige. Über das irrationale in der Idee des göttlichen und sein Verhältnis zum Rationalen) je kniha německého teologa Rudolfa Otta. Poprvé byla vydána roku 1917 a často je nazývána jen zkráceně Posvátno. Toto dílo mělo velký vliv na teorii a formování religionistiky, i když byla původně autorem zamýšlena jako teologické dílo.

## Ottův koncept posvátna
Posvátno či svato je pro Otta autonomní kategorie, která není z ničeho odvoditelná a doprovází všechna náboženství a tvoří jeho základ. Odmítá tím veškeré evolucionistické teorie o vzniku náboženství, které se snaží dokázat vývoj náboženských systémů a představ od těch neprimitivnějších až k rozsáhlým náboženským systémům s propracovanou teologií.
Ottův výklad posvátna je ovlivněn Schleiermacherovým pojetím náboženství jako absolutní závislosti člověka na něm. Rudolf Otto přichází s novým označením, které podle něj charakterizuje podstatu náboženství: mysterium tremendum et fascinans – něco co nás láká, přitahuje, ale zároveň nás to děsí a probouzí to v nás pocit strachu.